# Святополк-Мирский, Роберт Зиновьевич
Роберт Зиновьевич Святополк-Мирский (бел. Роберт Зіноўевіч Святаполк-Мірскі; род. 29 апреля 1939 года) — белорусский писатель и сценарист.

## Биография
Родился 29 апреля 1939 года в Харькове.
Детство и отрочество прошли в г. Ровно, где он окончил среднюю школу и театральную студию.
С 1958 по 1963 год был актёром Каменец-Подольского, а затем Брестского драматического театров.
С 1963 по 1968 год изучал теорию кино, кинокритику и кинодраматургию во Всесоюзном Государственном институте кинематографии (ВГИК).
После окончания учёбы и вплоть до конца 80-х годов активно творчески работал как кинодраматург. Написал около сорока оригинальных сценариев для игрового кино, около десятка для документального, несколько повестей и театральных пьес.
В эти годы вышли поставленные по его сценариям фильмы «Тревоги осеннего дня», «Добрая половина жизни» (Армянская киностудия, 1976, Государственная премия Армении за лучший художественный фильм), «Большое приключение» («Беларусьфильм», 1984), «Хлеб, золото, наган» (киностудия им. Горького, 1980), «Играли мальчишки в войну» («Беларусьфильм», 1985).
Снял публицистические телефильмы «Плотные слои атмосферы» и «Post scriptum» (оба 1989) по собственным сценариям.
Его большим хобби всегда были игры, и в 1989—1993 он, по предложению московского бюро кинематографического совместного советско-американского предприятия «Аск» («Американо-советская киноинициатива»), возглавил в Бресте филиал этого предприятия — «Аск-Гейм». Здесь разрабатывались и производились настольные игры, автором большинства из которых был сам Р. З. Мирский. Именно там вышла его знаменитая настольная игра «Конверсия», ставшая на несколько лет бестселлером. В эти же годы он создал и издавал в Бресте первый в бывшем СССР литературно-художественный журнал игр и развлечений «Домовой», пользовавшийся большим успехом (1991—1993), однако распад Советского Союза и финансовый кризис прервали эту деятельность.
Сопротивляясь обстоятельствам, Р. З. Мирский осуществил ряд различных проектов (например, теле-игру "1000 вопросов) в своей творческо-производственной фирме «Юнион» (1993—1996), не прекращая все эти годы творческой деятельности.
Свободно владея польским языком, он синхронно переводил польские фильмы на международных Московских кинофестивалях ещё в 60-70-х годах, а в 80-е и 90-е, благодаря эксклюзивному разрешению автора, перевёл на русский язык шесть романов выдающегося польского писателя Мацея Сломчинского (Джо Алекса).
С 1998 жил в Польше, где преподавал по своей авторской программе драматургию кино и телевидения в Варшавской элитарной школе рекламы, а также руководил мастерской киноискусства в частном Варшавском колледже.
Весной 2003 года вернулся в Брест для завершения нескольких давних творческих замыслов, в том числе — работы над серией историко-приключенческих романов «Рука Москвы, или собирание земли».
С 2005 по 2008 годы были опубликованы следующие романы из этой серии:
- Дворянин великого князя
- Служители тайной веры
- Заговор князей
- Пояс Богородицы
- Четвертый хранитель
- Порубежная война
- Нить судьбы